# 猪野又紀子
猪野又 紀子（いのまた のりこ、5月2日 - ）は、日本のフリーアナウンサー、マーケティングコンサルタント。オフィスケイアール所属。

## 来歴
福岡県出身。福岡県立筑紫高等学校、日本大学法学部新聞学科卒業。身長167cm。
伊豆急ケーブルネットワーク (IKC) でアナウンサーを務めた後、オフィスケイアール所属のフリーアナウンサーになる。フリーに転じてからは他局の番組にも出演しているが、伊豆急ケーブルネットワーク自主制作番組『いい伊豆みつけた』への出演も続けていた。
2003年4月から2010年3月までショップチャンネル放送番組のキャスト（司会者）を務めていた。ショップチャンネルその他での活動経験を活かし、同年からはテレビ通販に特化したマーケティングコンサルタントとしても活動している。
ショップチャンネルのキャスト卒業から6年半後の2016年10月、QVCのショッピングナビゲーター（司会者）に就任した。

## 出演

### テレビ番組
- いい伊豆みつけた（伊豆急ケーブルネットワーク） - リポーター
- ニュース（伊豆急ケーブルネットワーク） - キャスター
- 選挙速報（伊豆急ケーブルネットワーク） - キャスター
- 情報宝島 かわさき（テレビ神奈川） - ビデオジョッキー
- 北原照久のTinToyBox（テレビ神奈川） - アシスタント
- ケーブルタウン（東急ケーブルテレビジョン） - キャスター
- かながわ美ロード（横浜ケーブルビジョン） - ナレーター[1]
- 爽快！稲川淳二のなんでもバリアフリー（スカイA） - ナレーター
- スーパーJチャンネル ローカルパート（静岡朝日テレビ） - キャスター
- B-tops（読売テレビ） - コメンテーター
- スマイルショッピング（テレビ東京ほか） - コメンテーター
- 痛快!買い物ランドSHOPJIMA（テレビ東京ほか） - コメンテーター
- ポニッツ（イッツコム） - キャスター
- セレクションX（テレビ朝日） - コメンテーター
- PON!PON!ポシュレ（日本テレビ） - プレゼンター
- ものスタ（テレビ東京） - 金曜リポーター
- 生活情報マーケット なないろ日和!（テレビ東京） - 商品アドバイザー
- 売れ筋解明！買いたい新書（ニッセン） - リポーター

### ラジオ番組
- 20世紀ダイアリー（BSNラジオ） - パーソナリティ
- サウンドメッセージ（KNBラジオほか） - パーソナリティ
- つつぬけ！東京ナマ情報（SBSラジオ） - パーソナリティ
- 夕やけ寺ちゃん 活動中（文化放送、2011年 - 2012年） - 金曜パートナー

### ラジオCM
- 関東学院大学（FMヨコハマ） - ナレーター

### ビデオパッケージ
- 東伊豆町・南伊豆町[1]
- 町田マルイ 新規オープンVTR
- 学校法人華学園